# Чемпіонат України з футболу 2025—2026: Прем'єр-ліга
Українська Прем'єр-ліга 2025—2026 — 18-й сезон української Прем'єр-ліги (35-ий сезон вищого дивізіону з часу незалежності). Триватиме з 1 серпня 2025 року по травень 2026 року.

## Регламент змагань
У чемпіонаті беруть участь 16 команд. Змагання проводитимуть у два кола за круговою системою.
За підсумками цього сезону через чемпіонат до єврокубків потраплять 3 команди (одна — до Ліги чемпіонів та дві — до Ліги конференцій):
- чемпіон країни потрапляє до другого кваліфікаційного раунду шляху чемпіонів Ліги чемпіонів,
- срібний і бронзовий призери — до другого кваліфікаційного раунду Ліги конференцій.

У випадку, якщо переможцем Кубку України (для якого передбачене місце в Лізі Європи) стає хтось із вище вказаних призерів, тоді команда, що посяде 4 місце, теж потрапляє до єврокубків.
Команди, які посядуть у турнірній таблиці 15 та 16 місця, напряму вилетять у першу лігу, а команди, що посядуть 13 та 14 місця, зіграють матчі плей-оф з 4-ю та 3-ю командами першої ліги відповідно.
За рівної кількості набраних очок у двох та/або більше команд їхні місця визначаються за такими показниками:
1. більша кількість набраних очок в особистих зустрічах між цими командами;
2. краща різниця забитих і пропущених м’ячів в особистих зустрічах;
3. більша кількість забитих м’ячів в особистих зустрічах;
4. краща різниця забитих і пропущених м’ячів в усіх матчах;
5. більша кількість забитих м’ячів в усіх матчах.

## Учасники
За підсумками попереднього сезону «Ворскла», «Лівий берег», «Інгулець» та «Чорноморець» понизилися в класі, а «Епіцентр», СК «Полтава», «Металіст 1925» та ФК «Кудрівка» здобули путівки з першої ліги до Прем'єр-ліги.
Склад учасників:
| Команда          | Населений пункт                      | Стадіон                                          | Місткість стадіону | Місце в ПЛ 2024—2025 |
| ---------------- | ------------------------------------ | ------------------------------------------------ | ------------------ | -------------------- |
| «Верес»          | Рівне                                | «Авангард»                                       | 7122               | 9                    |
| «Динамо»         | Київ                                 | «Динамо» ім. Валерія Лобановського               | 16 873             | 1                    |
| «Епіцентр»       | Кам'янець-Подільський                | Міський ім. Романа Шухевича (Тернопіль)          | 15 150             | 1 (перша ліга)       |
| «Зоря»           | Луганськ                             | «Динамо» ім. Валерія Лобановського (Київ)        | 16 873             | 7                    |
| «Карпати»        | Львів                                | «Україна»                                        | 28 051             | 6                    |
| «Колос»          | с. Ковалівка Білоцерківського району | «Колос»                                          | 5050               | 10                   |
| «Кривбас»        | Кривий Ріг                           | «Гірник»                                         | 3219               | 5                    |
| ФК «Кудрівка»    | с. Кудрівка Корюківського району     | «Оболонь-Арена» (Київ)                           | 5103               | 4 (перша ліга, стик) |
| ЛНЗ              | Черкаси                              | «Черкаси-Арена»                                  | 10 321             | 12                   |
| «Металіст 1925»  | Харків                               | Центральний (Житомир)                            | 5928               | 3 (перша ліга, стик) |
| «Оболонь»        | Київ                                 | «Оболонь-Арена»                                  | 5103               | 11                   |
| ФК «Олександрія» | Олександрія                          | КСК «Ніка»                                       | 7000               | 2                    |
| «Полісся»        | Житомир                              | Центральний                                      | 5928               | 4                    |
| СК «Полтава»     | Полтава                              | «Зірка» ім. Станіслава Березкіна (Кропивницький) | 13 305             | 2 (перша ліга)       |
| «Рух»            | Львів                                | «Україна»                                        | 28 051             | 8                    |
| «Шахтар»         | Донецьк                              | «Арена Львів» (Львів)                            | 34 725             | 3                    |

### Керівництво, тренери та спонсори
| Команда          | Президент            | Головний тренер             | Екіпірування | Титульний спонсор |
| ---------------- | -------------------- | --------------------------- | ------------ | ----------------- |
| «Верес»          | Іван Надєїн          | Олег Шандрук                | Buntar       | «betking»         |
| «Динамо»         | Ігор Суркіс          | Олександр Шовковський       | New Balance  | GGBet             |
| «Епіцентр»       | Іван Черноног        | Сергій Нагорняк             | Bavovna      | «Епіцентр К»      |
| «Зоря»           | Євгеній Гєллєр       | Віктор Скрипник             | Puma         | «prematch»        |
| «Карпати»        | Степан Юрчишин       | Владислав Лупашко           | Nike         | «Львівське»       |
| «Колос»          | Андрій Засуха        | Руслан Костишин (в. о.)     | Nike         | «Світанок»        |
| «Кривбас»        | Костянтин Караманіц  | Патрік ван Леувен           | Skidan       | «Рудомайн»        |
| ФК «Кудрівка»    | Роман Солодаренко    | Василь Баранов              | Kelme        | «betking»         |
| ЛНЗ              | Віктор Кравченко     | Віталій Пономарьов          | Macron       | «Favbet»          |
| «Металіст 1925»  | Богдан Бойко         | Младен Бартулович           | Puma         | «WhiteBIT»        |
| «Оболонь»        | Олександр Слободян   | Олександр Антоненко (в. о.) | Jako         | «Оболонь»         |
| ФК «Олександрія» | Сергій Кузьменко     | Кирило Нестеренко           | Nike         | «AgroVista»       |
| «Полісся»        | Геннадій Буткевич    | Руслан Ротань               | Nike         | BGV               |
| СК «Полтава»     | Сергій Іващенко      | Павло Матвійченко           | Arty         | «Полтавпиво»      |
| «Рух»            | Григорій Козловський | Іван Федик                  | Kappa        | «Favbet»          |
| «Шахтар»         | Рінат Ахметов        | Арда Туран                  | Puma         | «Favbet»          |

## Турнірна таблиця
| М  | Команда          | І | В | Н | П | РМ   | О |
| -- | ---------------- | - | - | - | - | ---- | - |
| 1  | «Динамо»         | 3 | 3 | 0 | 0 | 10−2 | 9 |
| 2  | «Шахтар»         | 3 | 2 | 1 | 0 | 6−3  | 7 |
| 3  | ЛНЗ              | 3 | 2 | 1 | 0 | 3−0  | 7 |
| 4  | «Колос»          | 3 | 2 | 1 | 0 | 4−2  | 7 |
| 5  | «Оболонь»        | 3 | 2 | 1 | 0 | 3−1  | 7 |
| 6  | ФК «Кудрівка»    | 3 | 2 | 0 | 1 | 7−4  | 6 |
| 7  | «Кривбас»        | 3 | 2 | 0 | 1 | 6−4  | 6 |
| 8  | «Металіст 1925»  | 3 | 1 | 1 | 1 | 4−3  | 4 |
| 9  | «Зоря»           | 3 | 1 | 1 | 1 | 4−4  | 4 |
| 10 | «Рух»            | 3 | 1 | 0 | 2 | 4−8  | 3 |
| 11 | «Полісся»        | 3 | 1 | 0 | 2 | 2−3  | 3 |
| 12 | СК «Полтава»     | 3 | 1 | 0 | 2 | 3−5  | 3 |
| 13 | «Карпати»        | 3 | 0 | 2 | 1 | 4−6  | 2 |
| 14 | «Верес»          | 3 | 0 | 0 | 3 | 0−4  | 0 |
| 15 | «Епіцентр»       | 3 | 0 | 0 | 3 | 1−6  | 0 |
| 16 | ФК «Олександрія» | 3 | 0 | 0 | 3 | 2−8  | 0 |

## Результати матчів
| Команда          | ВЕР | ДИН | ЕПІ | ЗОР | КАР | КОЛ | КРИ | КУД | ЛНЗ | М25 | ОБО | ОЛЕ | ПЛС | ПЛТ | РУХ | ШАХ |
| ---------------- | --- | --- | --- | --- | --- | --- | --- | --- | --- | --- | --- | --- | --- | --- | --- | --- |
| «Верес»          |     | 0:1 |     |     |     |     |     |     |     |     |     |     |     |     |     | 0:2 |
| «Динамо»         |     |     |     |     |     |     |     |     |     |     |     |     |     |     |     |     |
| «Епіцентр»       |     | 1:4 |     |     |     |     |     |     |     |     |     |     |     |     |     | 0:1 |
| «Зоря»           |     |     |     |     |     |     | 2:3 | 2:1 | 0:0 |     |     |     |     |     |     |     |
| «Карпати»        |     |     |     |     |     |     |     |     |     |     |     |     | 0:2 |     |     | 3:3 |
| «Колос»          |     |     |     |     | 1:1 |     | 2:1 |     |     |     |     |     |     |     |     |     |
| «Кривбас»        |     |     |     |     |     |     |     |     |     | 2:0 |     |     |     |     |     |     |
| ФК «Кудрівка»    |     |     |     |     |     |     |     |     |     |     |     | 3:1 |     | 3:1 |     |     |
| ЛНЗ              |     |     | 1:0 |     |     |     |     |     |     |     |     |     |     |     |     |     |
| «Металіст 1925»  |     |     |     |     |     |     |     |     |     |     | 0:0 |     |     |     |     |     |
| «Оболонь»        |     |     |     |     |     |     |     |     |     |     |     | 1:0 |     |     |     |     |
| ФК «Олександрія» |     |     |     |     |     |     |     |     |     | 1:4 |     |     |     |     |     |     |
| «Полісся»        |     |     |     |     |     | 0:1 |     |     | 0:2 |     |     |     |     |     |     |     |
| СК «Полтава»     | 1:0 |     |     |     |     |     |     |     |     |     |     |     |     |     |     |     |
| «Рух»            |     | 1:5 |     |     |     |     |     |     |     |     | 1:2 |     |     | 2:1 |     |     |
| «Шахтар»         |     |     |     |     |     |     |     |     |     |     |     |     |     |     |     |     |

## Статистика

### Найкращі бомбардири
| №  | Футболіст         | Команда         | Голи (пен.) |
| -- | ----------------- | --------------- | ----------- |
| 1  | Пилип Будківський | «Зоря»          | 2           |
| 1  | Рамік Гаджиєв     | «Металіст 1925» | 2           |
| 1  | Максим Задерака   | «Кривбас»       | 2           |
| 1  | Парако            | «Кривбас»       | 2           |
| 1  | Кауан Еліас       | «Шахтар»        | 2           |
| 1  | Юрій Климчук      | «Колос»         | 2           |
| 1  | Ігор Краснопір    | «Карпати»       | 2           |
| 1  | Андрій Сторчоус   | ФК «Кудрівка»   | 2           |
| 1  | Сергій Суханов    | «Оболонь»       | 2           |
| 10 | Владислав Шаповал | ФК «Кудрівка»   | 2(2)        |